# Arjánguelskaya
Arjánguelskaya (en ruso: Архангельская) es una stanitsa del raión de Tijoretsk del krai de Krasnodar, en Rusia. Está situada a orillas del río Chelbas, 23 km al sudeste de Tijoretsk y 120 km al nordeste de Krasnodar, la capital del krai. Tenía 8 714 habitantes en 2010.
Es cabeza del municipio Arjánguelskoye.

## Historia
La localidad fue fundada en 1801 por colonos campesinos. Por decreto, en 1832 fue designada stanitsa incorporándose a la hueste de Cosacos de la Línea del Cáucaso. A finales del siglo XIX tenía 4 546 habitantes y se había construido una escuela. Hasta 1920 pertenecía al otdel de Kavkázskaya del óblast de Kubán. De 1934 a 1953 la stanitsa fue centro administrativo del raión homónimo.

## Demografía
| 2002  | 2010  |
| ----- | ----- |
| 9 027 | 8 714 |

### Composición étnica
De los 9 027 habitantes que tenía en 2002, el 94,6 % era de etnia rusa, el 1,8 % era de etnia ucraniana, el 1,3 % era de etnia armenia, el 0,4 % era de etnia gitana, el 0.3 % era de etnia bielorrusa, el 0,2 % era de etnia georgiana, el 0,2 % era de etnia tártara, el 0,1 % era de etnia adigué, el 0,1 % era de etnia azerí y el 0,1 % era de etnia alemana

## Transporte
Cuenta con una estación (Malorosiskaya) en el ferrocarril del Cáucaso Norte. La carretera federal M29 Cáucaso Pávlovskaya-frontera azerí pasa 1 km al este de la stanitsa.